# シルヴァン・フランシスコ
シルヴァン・フランシスコ（Sylvain Francisco、1997年10月10日-）は、フロリダ州タバレス出身のプロバスケットボール選手。バイエルン・ミュンヘン所属。アメリカとフランス両方の国籍を持っておりバスケットボールフランス代表としてもプレーしている。